# Gerris argentatus
Gerris argentatus är en insektsart som beskrevs av Theodor Emil Schummel 1832. Gerris argentatus ingår i släktet Gerris, och familjen skräddare. Arten är reproducerande i Sverige.